# Гарольд Спенсер Джонс
Гарольд Спенсер Джонс (англ. Sir Harold Spencer Jones; 29 березня 1890 — 3 листопада 1960) — англійський астроном, член Лондонського королівського товариства. Хоча при народженні його прізвище було Джонс, з набуттям титулу воно стало Спенсер Джонс.

## Біографія
Народився в Кенсінгтоні (Лондон). Закінчив Кембриджський університет. У 1913—1922 — співробітник Гринвіцької обсерваторії, у 1923—1933 — директор обсерваторії на мисі Доброї Надії. У 1933—1955 — директор Гринвіцької обсерваторії — королівський астроном Великої Британії. Був десятим директором Гринвіцької обсерваторії з часу її заснування в 1675 і останнім її директором в самому Гринвічі. Під його керівництвом у 1954 здійснено переведення обсерваторії в Герстмонсо.
Наукові роботи відносяться до астрометрії і небесної механіки. У обсерваторії на мисі Доброї Надії займався спостереженнями і складанням 2-го і 3-го Капських каталогів на епоху 1925,0; переспостереженнями Астрографічного каталогу в зоні від -40 до -52 з метою визначення власних рухів зірок; визначенням фотографічних величин для 40 000 зірок; проаналізував 20-річні спостереження променевих швидкостей яскравих зірок. З аналізу спостережень покрить зірок Місяцем, виконаних у 1880—1922 роках в обсерваторії на мисі Доброї Надії, вивів поправки до елементів місячної орбіти, величину стиснення фігури Землі. Вів спостереження Марса, займався дослідженнями нових зірок, фотометричними і геомагнітними дослідженнями. У Гринвіцькій обсерваторії досліджував рух Місяця за спостереженнями з 1672 по 1908 рік, а також займався аналізом розбіжностей між спостереження й обчислення положень Сонця, Місяця, Меркурія і Венери. У 1926—1939 роках підтвердив виявлене в 1914 році Е. В. Брауном прояв вікового і нерегулярних змін в обертанні Землі в цих розбіжностях. Вивів нове, точніше значення сонячного паралакса (8,790" ± 0,001") на основі спостережень малої планети Ерос при найбільшому її наближення до Землі (1931; сучасне значення сонячного паралакса 8,79405"). Обчислив нові значення мас Місяця і Венери, виконав нове визначення постійних аберації і нутації. Брав участь в експедиціях до Росії (1914) та Індонезії (1922) для спостережень сонячних затемнень.
З його книг найвідоміші «Загальна астрономія» і «Життя на інших світах» (рос. пер. 1946).
Член Національної АН США, Шведської королівської АН, Данської королівської АН, Бельгійської королівської академії наук, літератури і витончених мистецтв та інших, президент Лондонського королівського астрономічного товариства (1937—1939), президент Міжнародного астрономічного союзу (1944—1948).
Нагороджений Королівською медаллю Лондонського королівського астрономічного товариства (1943).
На його честь названо астероїд 3282 Спенсер Джонс.